# Бреннер, Рихард
Рихард Бреннер (нем. Richard Brenner; 30 июня 1833, Мерзебург, Пруссия — 22 марта 1874, Занзибар) — немецкий путешественник и исследователь Африки.

## Биография
Рихард Бреннер родился 30 июня 1833 года в городе Мерзебурге. 
Участвуя во второй экспедиции немецкого исследователя барона Карла фон дер Декена в Восточную Африку, он в 1864 году дошёл до Занзибара, затем продолжал путь для исследования рек Ози, Тула, Шамба и Юба, поднялся вверх по последней до г. Бердера, но здесь на пароход, на котором находилась экспедиция, напали туземцы, так что Бреннеру пришлось вместе со своими спутниками спуститься на лодке вниз по реке, между тем как фон дер Декен и с ним доктор Линк, прибывшие в Бердер несколькими днями раньше, были убиты. С большим трудом удалось Бреннеру и его товарищам добраться до устья Юба и затем до Занзибара. 
Возвратившись в Германию, Бреннер получил от семейства фон дер Декена поручение собрать на восточном берегу Африки точные сведения об убитом. Прибыв 1867 году в Занзибар, он проплыл по рекам Дана и Ози и объехал южный берег территории Галла, с которого снял первую карту и составил его описание (ср. Petermann’s «Mutheilungen» 1868). В начале февраля 1868 года он возвратился в Занзибар чрез Макдиму и через Аден в Европу. 
В 1870 году, во главе экспедиции, снаряженной несколькими швейцарскими и австрийскими торговыми фирмами, Бреннер вновь отправился в Аден, к Персидскому заливу и восточному берегу Африки, объехал Оман, территории Сомали и Галла и исследовал реку Кингани. 
В 1871 году он вернулся в Мерзебург; в следующем году был назначен австрийским консулом сперва в Адене, потом в Занзибаре.
Рихард Бреннер умер 22 марта 1874 года в Занзибаре.